# لارا جريس
لارا جريس (بالإنجليزية: Lara Grice)‏ هي ممثلة أمريكية، ولدت في 11 أغسطس 1971 بنيو أورلينز في الولايات المتحدة.

## أعمال

### أفلام
- (2005) ذا دوكس اوف هازرد[3]
- (2006) ديجا فو[4]
- (2006) مجرد حظي[5]
- (2009) الوجهة النهائية 4
- (2015) ذا بيج شورت
- (2015) وايلد كارد[6][7]
- (2017) رحلة فتيات

## وصلات خارجية
- لارا جريس على موقع IMDb (الإنجليزية)
- لارا جريس على موقع ألو سيني (الفرنسية)
- لارا جريس على موقع أول موفي (الإنجليزية)
- لارا جريس على موقع قاعدة بيانات الأفلام السويدية (السويدية)
- لارا جريس على موقع قاعدة بيانات الفيلم (الإنجليزية)
- لارا جريس على موقع كينوبويسك (الروسية)